# Черепетская ГРЭС
Черепетская ГРЭС имени Д. Г. Жимерина — тепловая электростанция России, расположена в городе Суворов Тульской области на реке Черепеть. Входит в состав Группы Интер РАО (ранее — в состав ОАО «ОГК-3»).
Адрес301430, Тульская область, город Суворов, ул. Николая Островского, дом 1а.

## Описание
Директора станции:
- Хрупачев, Геннадий Иванович (1965—1969)
- до 6 октября 2008 года: Михаил Малеваний[2]
- с 6 октября 2008 года: О. А. Ворошилов[3]
- с 12 мая 2016 года: О. А. Савельев[4]
- с 8 июля 2019 года: Д.В. Ворожеев[5]

Установленная мощность электростанции составляет 450 МВт. В настоящее время на станции работают стабильно энергоблоки № 8, 9 по 225 МВт . Раннее работали три дубль-блока по 140 МВт каждый, два моноблока мощностью по 300 МВт каждый, один дубль-блок мощностью 265 МВт, два блока мощностью 225 МВт.

## История
Место для электростанции было выбрано по двум критериям: с одной стороны недалеко от шахт Подмосковного угольного бассейна, с другой — сравнительно недалеко от потребителей электроэнергии, расположенных в пределах Московской, Тульской, Орловской, Брянской и Калужской областей.
В итоге ГРЭС была построена юго-западнее Тулы, в городе Суворов.

### Проект
Проектное задание электростанции мощностью 300 МВт включало в себя два блока по 150 МВт.
Энергоблоки были рассчитаны на сверхвысокие параметры пара:
- Давление 170 атмосфер,
- Температура 550 °С.

Этот документ был утверждён 23 ноября 1948 года техническим советом Министерства электростанций.
По оценке специалистов, станция имеет историческое значение в развитии советской и российской энергетики.
Проект станции был создан Московским отделением института «Теплоэлектропроект» под руководством главного инженера проекта В. Д. Вараксина.
Конструктивно это была мощная паротурбинная электростанция сверхвысокого давления, она была построена первой в СССР.
Это решение явилось существенным шагом в развитии тепловых электростанций — освоение предлагаемых технологий позволило осуществить переход к широкому использованию сверхвысоких параметров пара и крупных единичных мощностей с применением блочных схем.

### Строительство
Для строительства станции в короткий срок энергомашиностроителями был решён ряд сложных технических проблем, было создано уникальное по мощности и параметрам оборудование: котлоагрегаты, паровые турбины, генераторы, питательные насосы, электродвигатели, воздушные высоковольтные выключатели, трансформаторы, комплектные распределительные высоковольтные устройства.
Для нового производства были созданы и освоены новые марки жаропрочных сталей аустенитного класса для изготовления деталей машин: паропроводов, арматуры, деталей и узлов турбин и котлоагрегатов.
Строительные работы выполнены трестом «Мосэнергострой» в настоящий момент: ОАО « СПК Мосэнергострой» с привлечением специализированных организаций бывшего Министерства электростанций СССР.
Строительство было начато в 1950 году, первый блок запущен в 1953 году, последний (седьмой блок) — в 1966 году. Установленная мощность электростанции достигла 1500 МВт: 4 энергоблока по 150 МВт и 3 энергоблока по 300 МВт
Топливом станции служил подмосковный бурый уголь и каменный уголь Кузбасса.

### Новое строительство
В соответствии с согласованной с РАО ЕЭС инвестпрограммой ОГК-3 должен был ввести 2 энергоблока на Черепетской ГРЭС минимальной мощностью 213,75 МВт каждый.
В рамках осуществления этого проекта между ОАО «ОГК-3» и администрацией Тульской области было подписано соглашение о сотрудничестве при реализации инвестиционного проекта "Строительство двух энергоблоков (блоки 8, 9) мощностью по 225 МВт на филиале ОАО «ОГК-3» «Черепетская ГРЭС им. Д. Г. Жимерина».
Оптовая генерирующая компания заявляет, что строительство новых мощностей будет благотворно влиять на жизнь области:
- Способствовать повышению надёжности обеспечения потребителей электрической и тепловой энергией;
- Улучшению экологической обстановки в регионе за счёт применения современных технологий по очистке уходящих дымовых газов;
- Созданию новых рабочих мест для квалифицированного персонала в период строительства и эксплуатации объекта;
- Увеличению налоговых поступлений в местный бюджет.

ОАО «ОГК-3» по состоянию на 13 октября 2008 года подтвердило сроки реализации проекта до 2013 года и озвучило объём необходимых инвестиций: более 25 млрд рублей.
Энергоблок №8 включён в сеть 3 ноября 2014 года, запуск энергоблока №9 произведён 3 июня 2015 года.
В связи с выводом c 1 января 2017 года устаревшего неэффективного оборудования второй очереди, Черепетская ГРЭС снизила установленную мощность до 450 МВт. Это позволило повысить операционную эффективность и конкурентоспособность станции.
В первом полугодии 2019 года станция выработала 886,4 млн кВт*ч электроэнергии, что на 1,76% меньше, чем за аналогичный период прошлого года (902,24 млн кВт*ч).  Снижение показателя обусловлено нахождением энергоблока №9 в текущем ремонте и оптимизацией работы оборудования. Коэффициент использования установленной мощности составил 45,34%.
Отпуск тепловой энергии за январь – июнь 2019 года составил 296,729 ТДж.

## Перечень основного оборудования
| Агрегат                                                  | Тип                              | Изготовитель   | Количество | Ввод в эксплуатацию | Основные характеристики | Основные характеристики | Источники    |
| Агрегат                                                  | Тип                              | Изготовитель   | Количество | Ввод в эксплуатацию | Параметр                | Значение                | Источники    |
| -------------------------------------------------------- | -------------------------------- | -------------- | ---------- | ------------------- | ----------------------- | ----------------------- | ------------ |
| Оборудование паротурбинных установок (энергоблоки 8 и 9) |                                  |                |            |                     |                         |                         |              |
| Паровой котёл                                            | ТПЕ-223 (Еп-630-13,8-565/570 КТ) | ЭМАльянс       | 2          | 2014 г. 2015 г.     | Топливо                 | уголь                   | [ 1 ] [ 10 ] |
| Паровой котёл                                            | ТПЕ-223 (Еп-630-13,8-565/570 КТ) | ЭМАльянс       | 2          | 2014 г. 2015 г.     | Производительность      | 630 т/ч                 | [ 1 ] [ 10 ] |
| Паровой котёл                                            | ТПЕ-223 (Еп-630-13,8-565/570 КТ) | ЭМАльянс       | 2          | 2014 г. 2015 г.     | Параметры пара          | 140 кгс/см2, 565 °С     | [ 1 ] [ 10 ] |
| Паровая турбина                                          | К-225-12,8-4Р                    | Силовые машины | 2          | 2014 г. 2015 г.     | Установленная мощность  | 225 МВт                 | [ 1 ] [ 10 ] |
| Паровая турбина                                          | К-225-12,8-4Р                    | Силовые машины | 2          | 2014 г. 2015 г.     | Тепловая нагрузка       | — Гкал/ч                | [ 1 ] [ 10 ] |